# Budweiser 400
Budweiser 400 var ett stockcarlopp ingående i Nascar Grand National Series, senare Nascar Winston Cup Series (nuvarande Nascar Cup Series) som kördes på Riverside International Raceway i Riverside i Kalifornien i USA 1963 och 1970–1988. Budweiser 400 var ett av två cup-lopp som kördes på banan, det andra var Winston Western 500.

## Tidigare namn
- Winston Golden State 400 (1963, 1971–1972)
- Falstaff 400 (1970)
- Tuborg 400 (1973–1975)
- Riverside 400 (1976)
- Napa 400 (1977–1978)
- Napa Riverside 400 (1979)
- Warner W. Hodgdon 400 (1980–1981)
- Budweiser 400 (1982–1988)

## Vinnare genom tiderna
| Säsong      | Datum      | Nr        | Förare          | Team                        | Konstruktör | Distans   | Distans          | Tid       | Snitthastighet (mph) | Rapport   | Ref       |
| Säsong      | Datum      | Nr        | Förare          | Team                        | Konstruktör | Varv      | Miles (km)       | Tid       | Snitthastighet (mph) | Rapport   | Ref       |
| ----------- | ---------- | --------- | --------------- | --------------------------- | ----------- | --------- | ---------------- | --------- | -------------------- | --------- | --------- |
| 1963        | 3 november | 16        | Darel Dieringer | Bill Stroppe                | Mercury     | 148       | 399,6 (643,093)  | 4:21.37   | 91,465               | Rapport   | [ 1 ]     |
| 1964 – 1969 | Kördes ej  | Kördes ej | Kördes ej       | Kördes ej                   | Kördes ej   | Kördes ej | Kördes ej        | Kördes ej | Kördes ej            | Kördes ej | Kördes ej |
| 1970        | 14 juni    | 43        | Richard Petty   | Petty Enterprises           | Plymouth    | 153       | 400,86 (645,121) | 3:57.51   | 101,12               | Rapport   | [ 2 ]     |
| 1971        | 20 juni    | 12        | Bobby Allison   | Holman-Moody                | Dodge       | 153       | 400,86 (645,121) | 4:17.05   | 93,427               | Rapport   | [ 3 ]     |
| 1972        | 18 juni    | 96        | Ray Elder       | Fred Elder                  | Dodge       | 153       | 400,86 (645,121) | 4:03.32   | 98,761               | Rapport   | [ 4 ]     |
| 1973        | 17 juni    | 12        | Bobby Allison   | Bobby Allison               | Chevrolet   | 153       | 400,86 (645,121) | 4:00.00   | 100,215              | Rapport   | [ 5 ]     |
| 1974        | 9 juni     | 11        | Cale Yarborough | Richard Howard              | Chevrolet   | 138       | 361,56 (581,874) | 3:31.40   | 102,489              | Rapport   | [ 7 ]     |
| 1975        | 8 juni     | 43        | Richard Petty   | Petty Enterprises           | Dodge       | 153       | 400,86 (645,121) | 3:58.04   | 101,028              | Rapport   | [ 8 ]     |
| 1976        | 13 juni    | 21        | David Pearson   | Wood Brothers Racing        | Mercury     | 95        | 248,9 (400,565)  | 2:20.31   | 106,279              | Rapport   | [ 9 ]     |
| 1977        | 12 juni    | 43        | Richard Petty   | Petty Enterprises           | Dodge       | 95        | 248,9 (400,565)  | 2:22.12   | 105,021              | Rapport   | [ 10 ]    |
| 1978        | 11 juni    | 72        | Benny Parsons   | L.G. DeWitt                 | Chevrolet   | 95        | 248,9 (400,565)  | 2:23.10   | 104,311              | Rapport   | [ 11 ]    |
| 1979        | 10 juni    | 15        | Bobby Allison   | Bud Moore Engineering       | Ford        | 95        | 248,9 (400,565)  | 2:23.58   | 103,732              | Rapport   | [ 12 ]    |
| 1980        | 8 juni     | 88        | Darrell Waltrip | DiGard Motorsports          | Chevrolet   | 95        | 248,9 (400,565)  | 2:26.38   | 101,846              | Rapport   | [ 13 ]    |
| 1981        | 14 juni    | 11        | Darrell Waltrip | Junior Johnson & Associates | Buick       | 95        | 248,9 (400,565)  | 2:39.30   | 93,597               | Rapport   | [ 14 ]    |
| 1982        | 13 juni    | 2         | Tim Richmond    | Jim Stacy                   | Buick       | 95        | 248,9 (400,565)  | 2:23.51   | 103,816              | Rapport   | [ 15 ]    |
| 1983        | 5 juni     | 3         | Ricky Rudd      | Richard Childress Racing    | Chevrolet   | 95        | 248,9 (400,565)  | 2:49.35   | 88,063               | Rapport   | [ 16 ]    |
| 1984        | 3 juni     | 44        | Terry Labonte   | Billy Hagan                 | Chevrolet   | 95        | 248,9 (400,565)  | 2:25.07   | 102,91               | Rapport   | [ 17 ]    |
| 1985        | 2 juni     | 44        | Terry Labonte   | Billy Hagan                 | Chevrolet   | 95        | 248,9 (400,565)  | 2:23.13   | 104,276              | Rapport   | [ 18 ]    |
| 1986        | 1 juni     | 11        | Darrell Waltrip | Junior Johnson & Associates | Chevrolet   | 95        | 248,9 (400,565)  | 2:22.07   | 105,083              | Rapport   | [ 19 ]    |
| 1987        | 21 juni    | 25        | Tim Richmond    | Hendrick Motorsports        | Chevrolet   | 95        | 248,9 (400,565)  | 2:26.09   | 102,183              | Rapport   | [ 20 ]    |
| 1988        | 12 juni    | 27        | Rusty Wallace   | Blue Max Racing             | Pontiac     | 95        | 248,9 (400,565)  | 2:43.03   | 88,341               | Rapport   | [ 21 ]    |

### Förare med flera segrar
| Antal segrar | Förare          | År               |
| ------------ | --------------- | ---------------- |
| 3            | Richard Petty   | 1970, 1975, 1977 |
| 3            | Bobby Allison   | 1971, 1973, 1979 |
| 3            | Darrell Waltrip | 1980, 1981, 1986 |
| 2            | Terry Labonte   | 1984, 1985       |
| 2            | Tim Richmond    | 1982, 1987       |

### Konstruktörer efter antal segrar
| Antal segrar | Konstruktör | År                                                   |
| ------------ | ----------- | ---------------------------------------------------- |
| 9            | Chevrolet   | 1973, 1974, 1978, 1980, 1983, 1984, 1985, 1986, 1987 |
| 4            | Dodge       | 1971, 1972, 1975, 1977                               |
| 2            | Mercury     | 1963, 1976                                           |
| 2            | Buick       | 1981, 1982                                           |